# Eh, Eh (Nothing Else I Can Say)
Eh, Eh (Nothing Else I Can Say) (nazywany również Eh, Eh lub Nothing I can Say (eh eh)) – trzeci singel amerykańskiej piosenkarki pop Lady Gagi pochodzący z jej debiutanckiego albumu The Fame. Został wydany 10 stycznia 2009 roku w Australii i Nowej Zelandii.

## Tło i kompozycja
Piosenka została napisana przez Lady Gagę i Martina Kierszenbauma, który również wyprodukował ten utwór. Piosenka została nagrana wczesnym 2008 w Cherrytree Recording Studios w Santa Monica, w Kalifornii. Inne osoby pracujące przy piosence to: Tony Ugval (inżynier dźwięku), Robert Orton (miksowanie dźwięku) oraz Gene Grimaldi (mastering).
Muzycznie „Eh, Eh” jest balladą, w porównaniu do innych dyskotekowych piosenek z The Fame. Utwór jest inspirowany synth popem i bubblegum rockiem z lat 80. XX wieku. Gaga powiedziała, że słowa tej piosenki są o miłości i wyjaśniła „Eh, Eh jest moją prostą popową piosenką o szukaniu kogoś nowego i zrywaniu ze starym chłopakiem.”

## Krytyka
Utwór otrzymał mieszane oraz negatywne recenzje od krytyków muzycznych. Matthew Chisling z AllMusic dał negatywną opinię, warunkując ją w ten sposób: „The Fame ma własną ‘balladę’[sic], lecz rześkie ‘Eh, Eh’ nie pasuje do tego albumu; raczej jest ono suche i bez życia, jest czymś co cofa poziom albumu.” Sal Cinquemani ze Slant Magazine powiedział, że the „rześkie brzmienie i delikatna postawa Eh, Eh (Nothing Else I Can Say) utrudnia kupno, gdy jest otoczona przez piosenki takie jak Poker Face czy Beautiful, Dirty, Rich.” W innym artykule tego magazynu, w którym analizowano teledyski Gagi, Oscar Moralde napisał „to jest intrygujący przypadek: zamiast elektropopowego i obojnaczo seksownego dyskotekowego popu, który dominuje w The Fame, ten utwór i jego siostrzane utwory Brown Eyes i Again Again pokazują lekką, prostszą i szczerą Gagę.” Evan Sawdey z PopMatters powiedział, że jest to najbardziej kompromitujący moment albumu, przez co album staje się półproduktem, rujnując „kozacką, dyskotekową atmosferę”.

## Teledysk
Teledysk był kręcony równocześnie z teledyskiem do „LoveGame”, w Los Angeles 9 i 10 stycznia 2009, który miał swą premierę 2 lutego tego samego roku. Reżyserem klipu był Joseph Kahn. Wideo rozpoczyna się jak Lady Gaga siedzi na Vespie. Pierwsze 20 sekund wideo to głównie ujęcia piosenkarki, mężczyzn i miasta. Pierwsza scena przedstawia głównie artystkę z przyjaciółmi śmiejącą się i siedzącą w restauracji. Potem przechodzi koło bloku i zaczyna śpiewać. Następnie śpi w łóżku i ma na sobie różowe obcasy. Jej ukochanego gra tam Daniel Mays. Lady Gaga gotuje dla niego spaghetti, prasuje mu ubrania i śpiewa. Jedno z ostatnich ujęć ukazuje piosenkarkę w sukni ze sztucznymi, żółtymi kwiatami.
Na temat teledysku Lady Gaga powiedziała: „Chciałam pokazać inną stronę siebie – być może bardziej domową. Chciałam też stworzyć piękny, futurystyczny styl lat 50.” Piosenkarka przyznała, że w teledysku odeszła od swojego typowego wyglądu, tak aby piosenka stała się hitem.

## Wystąpienia na żywo

Gaga wykonująca „Eh, Eh” podczas trasy Monster Ball w Nowym Jorku, 2010

„Eh, Eh” było wykonywane podczas tras koncertowych The Fame Ball oraz Monster Ball. Gaga wykonała tę piosenkę na potrzebę sesji do Cherrytree. „Eh, Eh” zostało również wykonane podczas francuskiego telewizyjnego show o nazwie Taratata. Akustyczna wersja piosenki również została odegrana we francuskiej radiostacji Fun Radio.

## Lista utworów
Australian CD Single (Extra Limited Edition)
1. „Eh, Eh (Nothing Else I Can Say)” – 2:57
2. „Poker Face (Space Cowboy Remix)” – 4:56

French CD Single (Limited Edition)
1. „Eh, Eh (Nothing Else I Can Say)” – 2:56
2. „Eh, Eh (Nothing Else I Can Say) [Pet Shop Boys Radio Mix]” – 2:49
3. „Eh, Eh (Nothing Else I Can Say) [Random Soul Synthetic Club Remix]” – 5:27

iTunes Remix Single
1. „Eh, Eh (Nothing Else I Can Say) [Random Soul Synthetic Club Remix]” – 5:29
2. „Eh, Eh (Nothing Else I Can Say) [Pet Shop Boys Radio Mix]” – 2:53

Italian iTunes download
1. „Eh, Eh (Nothing Else I Can Say) (Electric Piano & Human Beatbox Version)” – 3:03

iTunes Remix EP
1. „Eh, Eh (Nothing Else I Can Say)” – 2:57
2. „Eh, Eh (Nothing Else I Can Say) [Pet Shop Boys Radio Mix]” – 2:53
3. „Eh, Eh (Nothing Else I Can Say) [Bollywood Remix]” – 3:29
4. „Eh, Eh (Nothing Else I Can Say) [FrankMusik ‘Cut Snare Edit’ Remix]” – 3:50
5. „Eh, Eh (Nothing Else I Can Say) [Electric Piano & Human Beat Box Version]” – 3:03
6. „Eh, Eh (Nothing Else I Can Say) [Mattafix Remix]” – 3:21
7. „Eh, Eh (Nothing Else I Can Say) [Random Soul Synthetic Club Remix]” – 5:29
8. „Eh, Eh (Nothing Else I Can Say) [Pet Shop Boys Club Remix]” – 6:31

## Pozycje na listach
| Notowanie (2009)                  | Najwyższa pozycja |
| --------------------------------- | ----------------- |
| Australia (ARIA)                  | 15                |
| Kanada (Canadian Hot 100)         | 68                |
| Czechy (Rádio Top 100)            | 6                 |
| Francja (SNEP)                    | 7                 |
| Nowa Zelandia (Recorded Music NZ) | 9                 |
| Szwecja (Sverigetopplistan)       | 2                 |

## Historia wydania
| Region          | Data             | Format           |
| --------------- | ---------------- | ---------------- |
| Australia       | 10 stycznia 2009 | Digital download |
| Nowa Zelandia   | 10 stycznia 2009 | Digital download |
| Wielka Brytania | 11 stycznia 2009 | Digital download |
| Dania           | 3 marca 2009     | Digital download |
| Szwecja         | 16 marca 2009    | Digital download |
| Włochy          | 16 marca 2009    | Digital download |
| Francja         | 7 września 2009  | CD single        |